# Fußball-Weltmeisterschaft 2002/Statistik
Dieser Artikel gibt einen Überblick über die Rekorde und Statistiken zur Fußball-Weltmeisterschaft 2002.

## Abschlusstabelle WM 2002
Die folgende Rangliste berücksichtigt die Kriterien der FIFA.
| Rang | Mannschaft              | Spiele | Siege | Unentschieden | Niederlagen | Tore | Tordifferenz | Punkte |
| ---- | ----------------------- | ------ | ----- | ------------- | ----------- | ---- | ------------ | ------ |
| 1    | Brasilien               | 7      | 7     | 0             | 0           | 18:4 | +14          | 21     |
| 2    | Deutschland             | 7      | 5     | 1             | 1           | 14:3 | +11          | 16     |
| 3    | Türkei                  | 7      | 4     | 1             | 2           | 10:6 | +4           | 13     |
| 4    | Südkorea                | 7      | 3     | 2             | 2           | 8:6  | +3           | 11     |
| 5    | Spanien                 | 5      | 3     | 2             | 0           | 10:5 | +5           | 11     |
| 6    | England                 | 5      | 2     | 2             | 1           | 6:3  | +3           | 8      |
| 7    | Senegal (E)             | 5      | 2     | 2             | 1           | 7:6  | +1           | 8      |
| 8    | Vereinigte Staaten      | 5      | 2     | 1             | 2           | 7:7  | ±0           | 7      |
| 9    | Japan                   | 4      | 2     | 1             | 1           | 5:3  | +2           | 7      |
| 10   | Dänemark                | 4      | 2     | 1             | 1           | 5:5  | ±0           | 7      |
| 11   | Mexiko                  | 4      | 2     | 1             | 1           | 4:4  | ±0           | 7      |
| 12   | Irland                  | 4      | 1     | 3             | 0           | 6:3  | +3           | 6      |
| 13   | Schweden                | 4      | 1     | 2             | 1           | 5:5  | ±0           | 5      |
| 14   | Belgien                 | 4      | 1     | 2             | 1           | 6:7  | −1           | 5      |
| 15   | Italien                 | 4      | 1     | 1             | 2           | 5:5  | ±            | 4      |
| 16   | Paraguay                | 4      | 1     | 1             | 2           | 6:7  | −1           | 4      |
| 17   | Südafrika               | 3      | 1     | 1             | 1           | 5:5  | ±0           | 4      |
| 18   | Argentinien             | 3      | 1     | 1             | 1           | 2:2  | ±0           | 4      |
| 19   | Costa Rica              | 3      | 1     | 1             | 1           | 5:6  | −1           | 4      |
| 20   | Kamerun                 | 3      | 1     | 1             | 1           | 2:3  | −1           | 4      |
| 21   | Portugal                | 3      | 1     | 0             | 2           | 6:4  | +2           | 3      |
| 22   | Russland (N*)           | 3      | 1     | 0             | 2           | 4:4  | ±0           | 3      |
| 23   | Kroatien                | 3      | 1     | 0             | 2           | 2:3  | −1           | 3      |
| 24   | Ecuador (E)             | 3      | 1     | 0             | 2           | 2:4  | −2           | 3      |
| 25   | Polen                   | 3      | 1     | 0             | 2           | 3:7  | −4           | 3      |
| 26   | Uruguay                 | 3      | 0     | 2             | 1           | 4:5  | −1           | 2      |
| 27   | Nigeria                 | 3      | 0     | 1             | 2           | 1:3  | −2           | 1      |
| 28   | Frankreich              | 3      | 0     | 1             | 2           | 0:3  | −3           | 1      |
| 29   | Tunesien                | 3      | 0     | 1             | 2           | 1:5  | −4           | 1      |
| 30   | Slowenien (E)           | 3      | 0     | 0             | 3           | 2:7  | −5           | 0      |
| 31   | Volksrepublik China (E) | 3      | 0     | 0             | 3           | 0:9  | −9           | 0      |
| 32   | Saudi-Arabien           | 3      | 0     | 0             | 3           | 0:12 | −12          | 0      |

Anmerkungen:
- Entscheidend für die Reihenfolge nach FIFA-Kriterien ist zunächst die erreichte Runde (Sieger, Finalist, Dritter, Vierter, Viertelfinale, Achtelfinale, Vorrunde). Ist die erreichte Runde gleich, entscheiden der Reihe nach die Zahl der Punkte, die Tordifferenz, die Zahl der geschossenen Tore und der direkte Vergleich. In der Verlängerung entschiedene Spiele wurden mit dem Ergebnis nach 120 Minuten bzw. Golden Goal gewertet. Im Elfmeterschießen erzielte Tore wurden nicht berücksichtigt, das Spiel wurde als Remis gewertet.[1]
- (E) = Erstteilnehmer, (N*) = Nachfolger einer anderen Mannschaft (in der ewigen Rangliste werden die Ergebnisse von Vorgänger und Nachfolger zusammengerechnet)

## Spieler
- Jüngster Teilnehmer: Femi Opabunmi (Nigeria) mit 17 Jahren und 3 Monaten (ohne Einsatz) – drittjüngster Teilnehmer der WM-Geschichte
- Ältester Teilnehmer: Jan Heintze (Dänemark) mit 39 Jahren (2 Einsätze)
- Rafael Márquez (Mexiko), der 2018 den Rekord für die längste Zeitspanne zwischen seinem ersten und letzten WM-Spiel von 16 Jahren und 29 Tagen und die meisten Teilnahmen als Spielführer erreichte, bestritt sein erstes WM-Spiel, erhielt aber im Achtelfinale gegen die USA die Rote Karte
- Paolo Maldini stellte den Rekord von Diego Maradona, Björn Nordqvist, Ladislav Novák und Billy Wright mit 3 WM-Turnieren als Spielführer ein.
- Cafu (Brasilien) erreichte als erster Spieler zum dritten Mal das Finale (1994, 1998 und 2002)
- Paolo Maldini (Italien) überbot mit einer Gesamtspielzeit von 2217 Minuten den Rekord von Lothar Matthäus (2047 Minuten)

## Torschützen
- Erster Torschütze: Papa Bouba Diop (Senegal) in der 30. Minute des Eröffnungsspiels gegen Titelverteidiger Frankreich
- Schnellster Torschütze: Hakan Şükür (Türkei) in der 11. Sekunde des Spiels um Platz 3 gegen Südkorea (schnellstes Tor der WM-Geschichte)
- Jüngster Torschütze: Dmitri Sytschow (Russland) mit 18 Jahren und 231 Tagen
- Ältester Torschütze: Jeff Agoos (USA) mit 34 Jahren und 120 Tagen – Eigentor gegen Portugal
- Beto (Portugal) erzielte beim 3:2-Sieg gegen die USA das 1800. WM-Tor
- Christian Vieri (Italien) erzielte bei der 1:2-Niederlage nach Golden Goal gegen Südkorea das 1900. WM-Tor
- Richard Morales (Uruguay) schoss gegen den Senegal 16 Sekunden nach seiner Einwechslung zur zweiten Halbzeit ein Tor, das schnellste WM-Tor eines Einwechselspielers
- Miroslav Klose, ab 2014 WM-Rekordtorschütze, erzielte seinen ersten fünf WM-Tore – alle per Kopfball, was bisher keinem anderen Spieler gelang

### Die besten Torschützen
| Rang | Spieler            | Tore |
| ---- | ------------------ | ---- |
| 1    | Ronaldo            | 8    |
| 2    | Miroslav Klose     | 5    |
|      | Rivaldo            | 5    |
| 4    | Jon Dahl Tomasson  | 4    |
|      | Christian Vieri    | 4    |
| 6    | Michael Ballack    | 3    |
|      | Papa Bouba Diop    | 3    |
|      | Robbie Keane       | 3    |
|      | Henrik Larsson     | 3    |
|      | İlhan Mansız       | 3    |
|      | Fernando Morientes | 3    |
|      | Pauleta            | 3    |
|      | Raúl               | 3    |
|      | Marc Wilmots       | 3    |

| Rang | Spieler          | Tore |
| ---- | ---------------- | ---- |
| 15   | Jared Borgetti   | 2    |
|      | Henri Camara     | 2    |
|      | Rónald Gómez     | 2    |
|      | Nelson Cuevas    | 2    |
|      | Ümit Davala      | 2    |
|      | Landon Donovan   | 2    |
|      | Fernando Hierro  | 2    |
|      | Jun’ichi Inamoto | 2    |
|      | Ahn Jung-hwan    | 2    |
|      | Brian McBride    | 2    |
|      | Michael Owen     | 2    |
|      | Ronaldinho       | 2    |
|      | Hasan Şaş        | 2    |

Darüber hinaus gab es 79 Spieler mit einem Treffer. Hinzu kamen drei Eigentore.
Torschützenkönig des gesamten Wettbewerbs wurde ebenfalls der Brasilianer Ronaldo mit seinen acht Endrunden-Treffern.

## Trainer
- Jüngster Trainer: Srečko Katanec (Slowenien) mit 38 Jahren
- Ältester Trainer: Cesare Maldini (Italien/Paraguay) mit 70 Jahren und 131 Tagen (bis 2010 ältester Trainer der WM-Geschichte)
- Diese Mannschaften wurden von einem ausländischen Trainer betreut: China von Bora Milutinović (Jugoslawien), Costa Rica von Alexandre Guimarães (Brasilien), Ecuador von Hernán Darío Gómez (Kolumbien), England von Sven-Göran Eriksson, Japan von Philippe Troussier (Frankreich), Kamerun von Winfried Schäfer (Deutschland), Paraguay von Cesare Maldini (Italien), der Senegal von Bruno Metsu (Frankreich) und Südkorea von Guus Hiddink (Niederlande).
- Bora Milutinović nahm als erster Trainer mit der fünften Mannschaft teil. Nach Mexiko (1986), Costa Rica (1990), den USA (1994), womit er bis heute der einzige Trainer ist, der bei zwei Heim-WMs seiner Mannschaft dabei war, und Nigeria (1998), betreute er nun Neuling China.
- Guus Hiddink erreichte als erster Trainer mit der zweiten Mannschaft das Spiel um Platz 3 (1998 mit den Niederlanden, nun mit Südkorea) und verlor beide Spiele.
- Drei Trainer trafen mit den von ihnen betreuten Mannschaften auf die Mannschaft ihres Heimatlandes: Eriksson mit England auf Schweden, Guimarães mit Costa Rica auf Brasilien und Schäfer mit Kamerun auf Deutschland.

## Qualifikation
- Für diese WM hatten sich 198 Mannschaften gemeldet, 32 Mannschaften mehr als vier Jahre zuvor.
- Japan und Südkorea als Co-Gastgeber und Frankreich als letzter Titelverteidiger waren automatisch qualifiziert. Ab der nächsten WM musste sich auch der Titelverteidiger qualifizieren.
- Mit Slowenien konnte sich nach Kroatien (1998) die zweite Mannschaft aus dem ehemaligen Jugoslawien qualifizieren.
- Deutschland traf zum ersten Mal in der Qualifikation auf einen Ex-Weltmeister (England), musste erstmals in die Play-offs und setzte sich dort gegen die Ukraine durch.
- Die Türkei konnte sich 48 Jahre nach der letzten Teilnahme (1954) wieder qualifizieren.
- In Südamerika traten erstmals alle 10 Mannschaften in einer gemeinsamen Gruppe mit Hin- und Rückspielen an. Die vier bestplatzierten Mannschaften qualifizieren sich für die WM-Endrunde. Die fünftplatzierte Mannschaft Uruguay setzte sich in interkontinentalen Play-offs gegen Australien durch.
- In der CONCACAF-Qualifikation verzichtete Guyana in der ersten Runde.
- In Asien verzichtete Myanmar.
- In Afrika wurde die Qualifikation erstmals in fünf Gruppen mit je fünf Mannschaften durchgeführt. Guinea wurde disqualifiziert, nachdem der Sportminister ein Ultimatum der FIFA verstreichen ließ, die Fußballfunktionäre wieder einzusetzen. Das Spiel zwischen Simbabwe und Südafrika wurde in der 83. Minute abgebrochen, nachdem die Polizei Tränengas ins Publikum gesprüht hatte, wodurch es zu einer Massenpanik mit 13 Toten kam. Das Ergebnis beim Abbruch (2:0 für Südafrika) wurde so gewertet.

## Besonderheiten
- Der Modus blieb gegenüber der vorherigen WM unverändert.
- Für Brasilien begann bei dieser WM die längste Serie von 11 aufeinanderfolgenden Siegen, die bei der WM 2006 im Viertelfinale endete.
- Brasilien benötigte bisher die meisten Spiele (25) um Weltmeisterzu werden: 18 Qualifikations- und sieben Endrundenspiele.
- Die meisten gelben Karten der WM-Geschichte gab es im Spiel Deutschland gegen Kamerun (14 gelbe und 2 gelb-rote).
- Brasilien und Deutschland, die Mannschaften mit den meisten WM-Spielen, trafen im Finale zum ersten Mal in einem WM-Spiel aufeinander.
- Für Belgien endete mit dem Sieg gegen Russland im dritten Gruppenspiel die längste Unentschiedenserie mit 5 Spielen in Folge, begonnen 1998 mit drei Remis.
- Deutschland gelang zum vierten Mal der höchste Turniersieg (1966/5:0 gegen die Schweiz, 1978/6:0 gegen Mexiko, 1990/5:1 gegen die VAE, 2002/8:0 gegen Saudi-Arabien), 1978 und 1990 gab es aber noch jeweils eine andere Mannschaft mit dem gleichen Ergebnis.
- Deutschland wurde mit dem fünften Auftaktspiel mit vier oder mehr Toren (8:0 gegen Saudi-Arabien) alleiniger Rekordhalter (zuvor zusammen mit Brasilien und Ungarn).
- Italien scheiterte zum vierten Mal in Folge im Elfmeterschießen (1990 im Halbfinale, 1994 im Finale, 1998 im Viertelfinale) bzw. nach Verlängerung (2002 im Achtelfinale).
- Brasilien spielte als erste und bis heute einzige Mannschaft zum zweiten Mal im Halbfinale gegen einen Vorrundengegner: 1994 gegen Schweden, 2002 gegen die Türkei. In beiden Fällen wurde Brasilien danach Weltmeister.
- Brasilien konnte als erste Mannschaft bei drei aufeinanderfolgenden Finalteilnahmen zweimal gewinnen, Deutschland gelang nur ein Sieg bei drei aufeinanderfolgenden Finalteilnahmen.
- Brasilien ist die erste Mannschaft, die in zwei Endspielen (1994 und 2002) ohne Gegentor blieb.
- Brasilien ist die erste Mannschaft, die in drei verschiedenen Konföderationen den Titel gewann (1958 in Europa, 1970 und 1994 in Mittel- und Nordamerika, 2002 in Asien).
- Brasilien ist der erste Weltmeister, der beim Turnier in sieben Städten spielte: (Ulsan, Seogwipo und Suwon – alle Südkorea; Kōbe, Fukuroi, Saitama und Yokohama – alle Japan).
- Brasilien wurde zum dritten Mal (1958, 1994 und 2002) und überhaupt als bisher einzige Mannschaft Weltmeister, die nur gegen Mannschaften anderer Konföderationen spielte.
- Südkorea wurde als erster Gastgeber Vierter.
- Frankreich schied als erster und bisher einziger Titelverteidiger torlos in der Vorrunde aus.
- England spielte zum sechsten Mal gegen den späteren Weltmeister: 1958/Vorrunde, 1962/Viertelfinale, 1970/Vorrunde, 1986/Viertelfinale, 1990/Halbfinale, 2002/Viertelfinale.
- Japan kam als erster amtierender Asienmeister bis ins Achtelfinale.
- Die USA kamen als erster amtierender Nord- und Mittelamerikameister bis ins Viertelfinale.
- Frankreich schied als erster FIFA-Weltranglistenführender und als erster amtierender Konföderationen-Pokal-Sieger in der Vorrunde aus.
- Italien spielte zum achten Mal gegen den Gastgeber (1938, 1954/2 ×, 1962, 1970, 1978, 1998, 2002).
- Die Türkei gewann gegen beide Gastgeber, zuerst das Achtelfinale gegen Japan und später das Spiel um Platz 3 gegen Südkorea.
- Der Sapporo Dome ist die östlichste WM-Spielstätte (141° 24′ 35,1″ O).

## Fortlaufende Rangliste
Die Verbesserung der Türkei um 17 Plätze ist der drittgrößte Sprung in der WM-Geschichte nach dem Sprung der Niederländer und Polen bei der WM 1974, wo sie um 20 bzw. 18 Plätze kletterten. Mit Sprüngen über 15 und 14 Plätze folgen direkt darauf die Co-Gastgeber Japan und Südkorea. Uruguay fällt erstmals aus den Top 10, kann aber 2010 zurückkehren.
| Rang | Mannschaft                      | Teilnahmen | Spiele | Siege | Unentschieden | Niederlagen | Tore    | Tordifferenz | Punkte |
| ---- | ------------------------------- | ---------- | ------ | ----- | ------------- | ----------- | ------- | ------------ | ------ |
| 1    | Brasilien (=)                   | 17         | 87     | 60    | 14            | 13          | 191:86  | +105         | 194    |
| 2    | Deutschland (=)                 | 15         | 85     | 50    | 18            | 17          | 176:106 | +70          | 168    |
| 3    | Italien (=)                     | 15         | 70     | 39    | 18            | 13          | 111:67  | +44          | 135    |
| 4    | Argentinien (=)                 | 13         | 60     | 30    | 11            | 19          | 102:71  | +31          | 101    |
| 5    | England (=)                     | 11         | 50     | 22    | 15            | 13          | 68:45   | +23          | 81     |
| 6    | Frankreich (=)                  | 11         | 44     | 21    | 7             | 16          | 86:61   | +25          | 70     |
| 7    | Spanien (=)                     | 11         | 45     | 19    | 12            | 14          | 71:53   | +18          | 69     |
| 8    | Sowjetunion/ Russland ↑1        | 9          | 37     | 17    | 6             | 14          | 64:44   | +20          | 57     |
| 9    | Jugoslawien/ BR Jugoslawien ↓1  | 9          | 37     | 16    | 8             | 13          | 60:45   | +15          | 56     |
| 10   | Schweden ↑2                     | 10         | 42     | 15    | 11            | 16          | 71:65   | +6           | 56     |
| 11   | Uruguay ↓1                      | 10         | 40     | 15    | 10            | 15          | 65:57   | +8           | 55     |
| 12   | Niederlande ↓1                  | 7          | 32     | 14    | 9             | 9           | 56:36   | +20          | 51     |
| 13   | Ungarn (=)                      | 9          | 33     | 15    | 3             | 14          | 87:57   | +30          | 48     |
| 14   | Polen (=)                       | 6          | 28     | 14    | 5             | 9           | 42:36   | +6           | 47     |
| 15   | Mexiko ↑3                       | 14         | 41     | 10    | 11            | 20          | 43:79   | −36          | 41     |
| 16   | Österreich ↓1                   | 7          | 29     | 12    | 4             | 13          | 43:47   | −4           | 40     |
| 17   | Belgien (=)                     | 11         | 36     | 10    | 8             | 17          | 46:63   | −17          | 39     |
| 18   | Tschechoslowakei ↓2             | 8          | 30     | 11    | 5             | 14          | 44:45   | −1           | 38     |
| 19   | Rumänien (=)                    | 7          | 21     | 8     | 5             | 8           | 30:32   | −2           | 29     |
| 20   | Chile (=)                       | 7          | 25     | 7     | 6             | 12          | 31:40   | −6           | 27     |
| 21   | Dänemark ↑5                     | 3          | 13     | 7     | 2             | 4           | 24:18   | +6           | 23     |
| 22   | Paraguay ↑2                     | 6          | 19     | 5     | 7             | 7           | 25:34   | −9           | 22     |
| 23   | Portugal (=)                    | 3          | 12     | 7     | 0             | 5           | 25:16   | +9           | 21     |
| 24   | Schweiz ↓3                      | 7          | 23     | 6     | 3             | 14          | 33:51   | −18          | 21     |
| 25   | Vereinigte Staaten ↑6           | 7          | 22     | 6     | 2             | 14          | 25:45   | −20          | 20     |
| 26   | Kamerun ↑3                      | 5          | 17     | 4     | 7             | 6           | 15:29   | −14          | 19     |
| 27   | Schottland ↓5                   | 8          | 23     | 4     | 7             | 12          | 25:41   | −16          | 19     |
| 28   | Kroatien ↓1                     | 2          | 10     | 6     | 0             | 4           | 13:8    | +5           | 18     |
| 29   | Bulgarien ↓4                    | 7          | 26     | 3     | 8             | 15          | 22:53   | −31          | 17     |
| 30   | Türkei ↑17                      | 2          | 10     | 5     | 1             | 4           | 20:17   | +3           | 16     |
| 31   | Peru ↓3                         | 4          | 13     | 4     | 3             | 8           | 19:29   | −10          | 15     |
| 32   | Südkorea ↑14                    | 6          | 21     | 3     | 6             | 12          | 19:49   | −30          | 15     |
| 33   | Irland ↑4                       | 3          | 13     | 2     | 8             | 3           | 10:10   | ±0           | 14     |
| 34   | Nordirland ↓4                   | 3          | 13     | 3     | 5             | 5           | 13:23   | −10          | 14     |
| 35   | Nigeria ↓3                      | 3          | 11     | 4     | 1             | 6           | 14:16   | −2           | 13     |
| 36   | Kolumbien ↓3                    | 4          | 13     | 3     | 2             | 8           | 14:23   | −9           | 11     |
| 37   | Costa Rica ↑4                   | 2          | 7      | 3     | 1             | 3           | 9:12    | −3           | 10     |
| 38   | Marokko ↓4                      | 4          | 13     | 2     | 4             | 7           | 12:18   | −6           | 10     |
| 39   | Norwegen ↓4                     | 3          | 8      | 2     | 3             | 3           | 7:8     | −1           | 9      |
| 40   | Senegal (N)                     | 1          | 5      | 2     | 2             | 1           | 7:6     | +1           | 8      |
| 41   | DDR ↓5                          | 1          | 6      | 2     | 2             | 2           | 5:5     | ±0           | 8      |
| 42   | Japan ↑15                       | 2          | 7      | 2     | 1             | 4           | 6:7     | −1           | 7      |
| 43   | Algerien ↓5                     | 2          | 6      | 2     | 1             | 3           | 6:10    | −4           | 7      |
| 44   | Saudi-Arabien ↓5                | 3          | 10     | 2     | 1             | 7           | 7:25    | −18          | 7      |
| 45   | Wales ↓5                        | 1          | 5      | 1     | 3             | 1           | 4:4     | ±0           | 6      |
| 46   | Südafrika ↑5                    | 2          | 6      | 1     | 3             | 3           | 8:11    | −3           | 6      |
| 47   | Tunesien ↓5                     | 3          | 9      | 1     | 3             | 5           | 5:11    | −6           | 6      |
| 48   | Nordkorea ↓5                    | 1          | 4      | 1     | 1             | 2           | 5:9     | −2           | 4      |
| 49   | Kuba ↓5                         | 1          | 3      | 1     | 1             | 1           | 5:12    | −7           | 4      |
| 50   | Iran ↓5                         | 2          | 6      | 1     | 1             | 4           | 4:12    | −8           | 4      |
| 51   | Ecuador (N)                     | 1          | 3      | 1     | 0             | 2           | 2:4     | −2           | 3      |
| 52   | Jamaika↓4                       | 1          | 3      | 1     | 0             | 2           | 3:9     | −6           | 3      |
| 53   | Honduras ↓4                     | 1          | 3      | 0     | 2             | 1           | 2:3     | −1           | 2      |
| 54   | Israel ↓4                       | 1          | 3      | 0     | 2             | 1           | 1:3     | −2           | 2      |
| 55   | Ägypten ↓4                      | 2          | 4      | 0     | 2             | 2           | 3:6     | −3           | 2      |
| 56   | Kuwait ↓3                       | 1          | 3      | 0     | 1             | 2           | 2:6     | −4           | 1      |
| 57   | Australien ↓3                   | 1          | 3      | 0     | 1             | 2           | 0:5     | −5           | 1      |
| 58   | Bolivien ↓3                     | 3          | 5      | 0     | 1             | 4           | 1:20    | −19          | 1      |
| 59   | Irak ↓3                         | 1          | 3      | 0     | 0             | 3           | 1:4     | −3           | 0      |
| 60   | Slowenien (N)                   | 1          | 3      | 0     | 0             | 3           | 2:7     | −5           | 0      |
| 61   | Kanada ↓3                       | 1          | 3      | 0     | 0             | 3           | 0:5     | −5           | 0      |
| 62   | Niederländisch-Indien ↓3        | 1          | 1      | 0     | 0             | 1           | 0:6     | −6           | 0      |
| 63   | Vereinigte Arabische Emirate ↓3 | 1          | 3      | 0     | 0             | 3           | 2:11    | −9           | 0      |
| 64   | Volksrepublik China (N)         | 1          | 3      | 0     | 0             | 3           | 0:9     | −9           | 0      |
| 65   | Neuseeland ↓4                   | 1          | 3      | 0     | 0             | 3           | 2:12    | −10          | 0      |
| 66   | Griechenland ↓4                 | 1          | 3      | 0     | 0             | 3           | 0:10    | −10          | 0      |
| 67   | Haiti ↓4                        | 1          | 3      | 0     | 0             | 3           | 2:14    | −12          | 0      |
| 68   | Zaire ↓4                        | 1          | 3      | 0     | 0             | 3           | 0:14    | −14          | 0      |
| 69   | El Salvador ↓4                  | 2          | 3      | 0     | 0             | 6           | 1:22    | −21          | 0      |

- Anmerkung: Kursiv gesetzte Mannschaften waren 2002 nicht dabei, die fett gesetzte Mannschaft gewann das Turnier